# Tata Consultancy Services
Tata Consultancy Services Limited (TCS) — индийская транснациональная компания, предоставляющая услуги в области информационных технологий, ИТ-консалтинга и ИТ-решений для бизнеса. Штаб-квартира находится в Мумбаи. В списке крупнейших публичных компаний мира Forbes Global 2000 за 2022 год Tata Consultancy Services заняла 386-е место. Компания ведёт деятельность в 46 странах, входит в состав Tata Group. Акции компании размещены на Бомбейской фондовой бирже и Национальной фондовой бирже Индии. Является одной из крупнейших индийских компаний по капитализации (146 млрд долларов США на ноябрь 2022 года) и крупнейшей индийской ИТ-компанией 2013 года по выручке. Относится к 4 наиболее ценным брендам мира в сфере ИТ-услуг. В 2015 году стала 64-й в Глобальном рейтинге наиболее инновационных компаний журнала Forbes, заняв самое высокое место среди всех ИТ-компаний и самое высокое среди индийских компаний. Занимает 10-е место в мире среди поставщиков ИТ-услуг по выручке.

## История
Компания основана в 1968 году как подразделение компании Tata Sons Limited (англ.). Одни из первых договоров о предоставлении услуг были заключены с сестринской компанией TISCO (ныне — Tata Steel), с Центральным банком Индии о налаживании системы взаимодействия между отделениями, с Unit Trust of India (англ.) об обеспечении работы сервисного центра фонду взаимных инвестиций.
В 1975 году компания провела свой первый набор сотрудников в кампусе Индийского научного института в Бангалоре. Среди рекрутов были выпускники 12 индийских технологических институтов и трое выпускников Научного института, которые стали первыми работниками TCS, принятыми по программе стажировки для выпускников.
В 1979 году TCS поставила электронный депозитарно-торговую систему, названную SECOM, для швейцарской компании SIS SegaInterSettle (нем.). Затем последовала System X для Канадской депозитарной системы и автоматизация Йоханнесбургской фондовой биржи. TCS работала совместно со швейцарской компанией TKS Teknosoft, которую позднее купила.
В 1981 году в Пуне TCS открыла первый в Индии центр исследования и разработки программного обеспечения — Tata Research Development and Design Centre (TRDDC).
В 1985 году TCS открыла первый в Индии специальный клиентский офшорный центр разработок, клиентом которого стала компания Tandem Computers.
Индийский ИТ-аутсорсинг быстро стремительно вырос во время проблемы 2000 года и введения единой европейской валюты — евро. В Tata Consultancy Services разработали процесс преобразования проблемы 2000 и разработали инструментальное программное обеспечение для автоматизации процесса преобразования программ и применила его к сторонним разработкам.
В августе 2004 года TCS разместила свои акции на фондовых биржах, к концу 2011 года став крупнейшей компанией Индии по рыночной капитализации.

### Приобретения
- 2001 год — CMC Limited (англ.)[19][20][21]
- 2005 год — Pearl Group (англ.)[22][23]
- 2012 год — Computational Research Laboratories[24][25]
- 2013 год — Alti SA (Франция, фр.)[26]